# Marmorosphax tricolor
Espèce
Synonymes
- Lygosoma tricolor Bavay, 1869
- Leiolopisma tricolor (Bavay, 1869)

Statut de conservation UICN

 LC  : Préoccupation mineure
Marmorosphax tricolor est une espèce de sauriens de la famille des Scincidae.

## Répartition
Cette espèce est endémique de Nouvelle-Calédonie.

## Description
C'est un saurien vivipare.

## Publication originale
- Bavay, 1869 : Catalogue des Reptiles de las Nouvelle-Calédonie et description d'espèces nouvelles. Mémoires Société linnéenne de Normandie, vol. 15, p. 1-37.